# Ignacio Serrano (pintor)
Ignacio Serrano, a veces citado como José Ignacio Serrano, (Ciudad de México, siglo XVIII) fue un litografista mexicano del siglo XIX. Fue el primer docente de litografía de la Academia de San Carlos donde también ocupó el cargo de director.

## Biografía
Poseía el grado de teniente de ingenieros. Fue alumno de Claudio Linati quien introdujo la litografía a México hacia 1826. En 1830 es elegido como el primer profesor de litografía en la Academia de San Carlos. Con esta técnica ilustró textos científicos, militares, topográficos, cívicos y de música. En las exploraciones de las grutas de Cacahuamilpa y del Nevado de Toluca en 1835 , realizó las ilustraciones.